# 1000-km-Rennen auf dem Nürburgring 1972

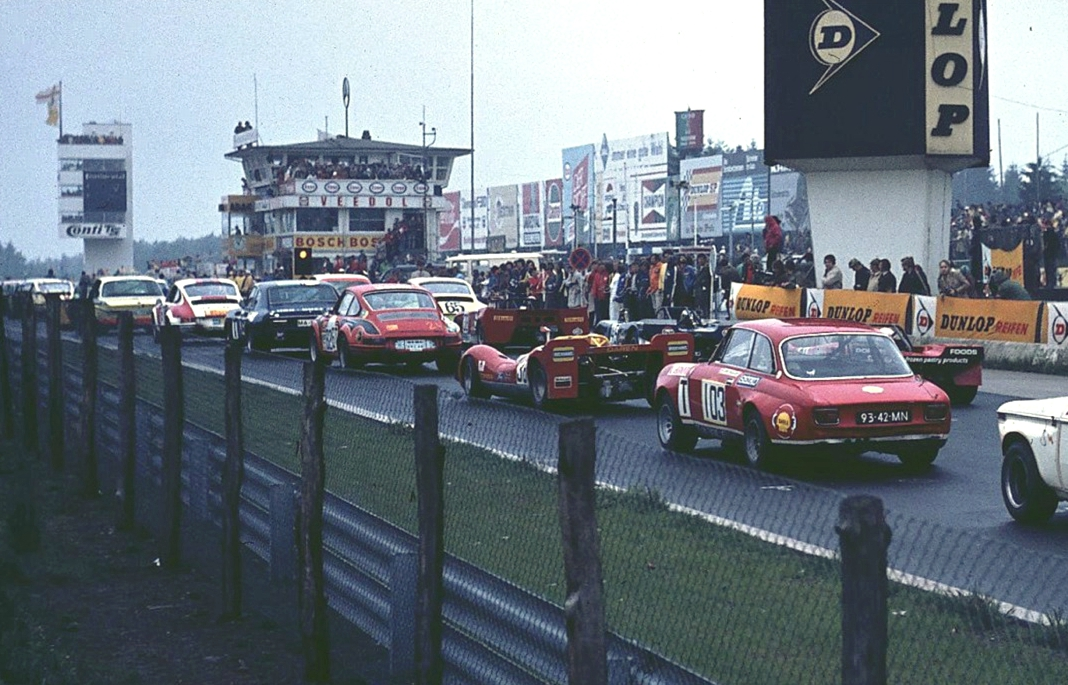
Startaufstellung

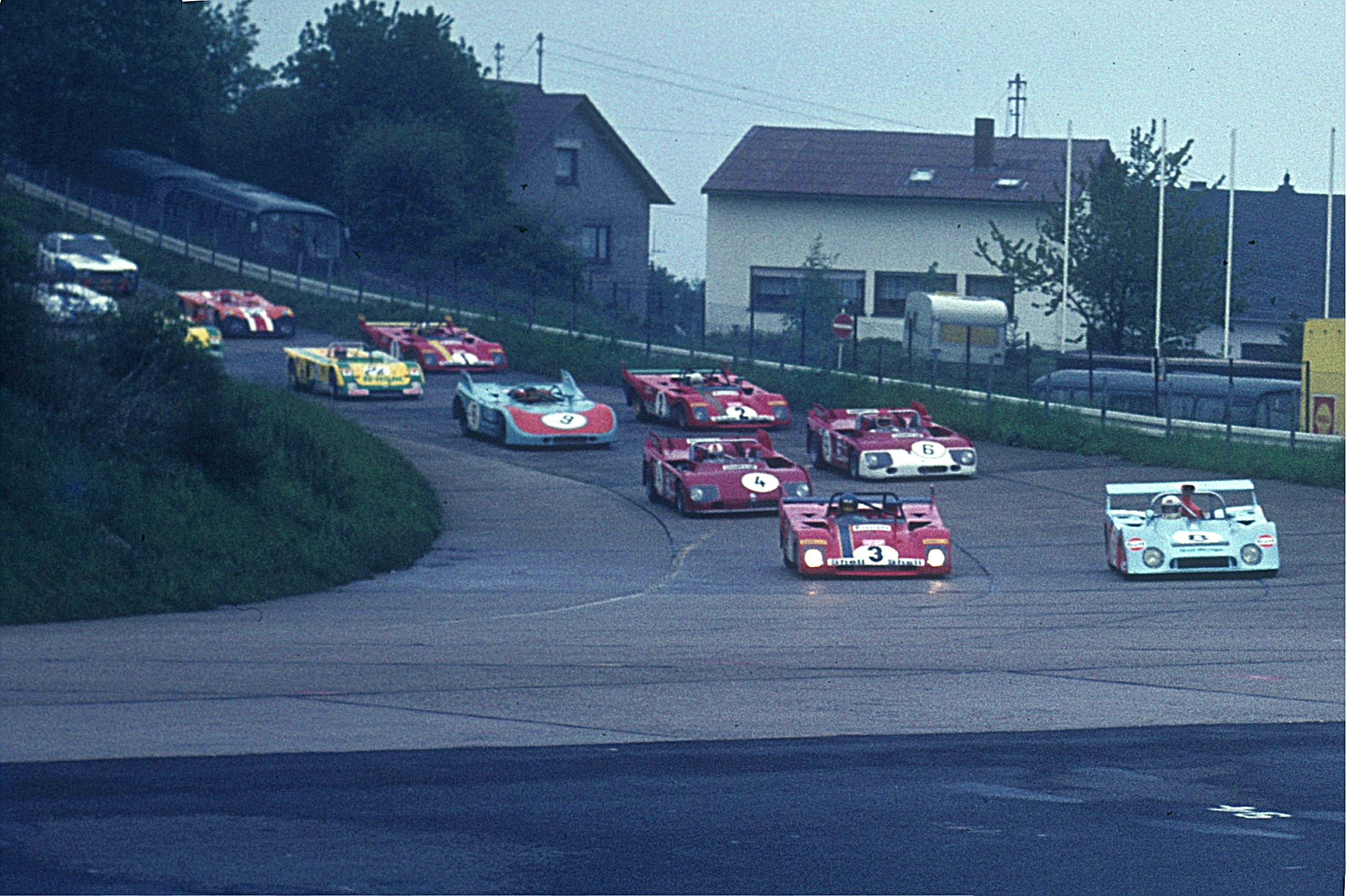
Einführungsrunde über die Start-und-Ziel-Schleife

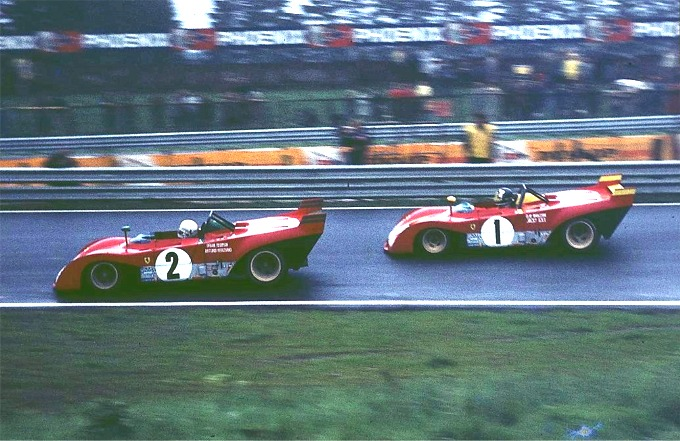
Überholmanöver zwischen Arturo Merzario und Jacky Ickx; Merzario geht eingangs der Südkehre an seinem belgischen Teamkollegen vorbei

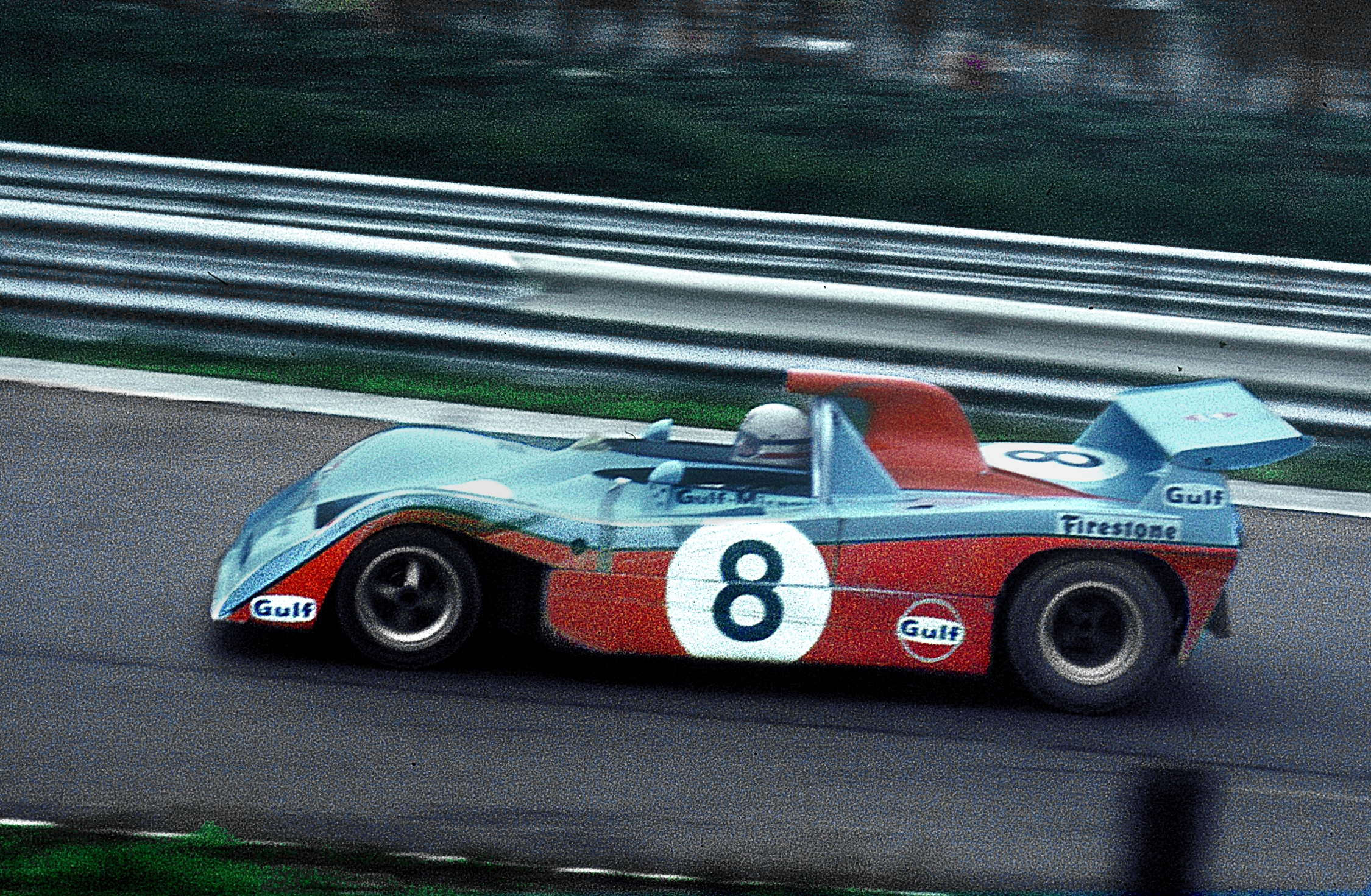
Mirage M6 mit Derek Bell am Steuer; der Wagen fiel zwei Runden vor Schluss nach einem Motorschaden aus. Bell und Teamkollege van Lennep wurden aber als Gesamtvierte gewertet

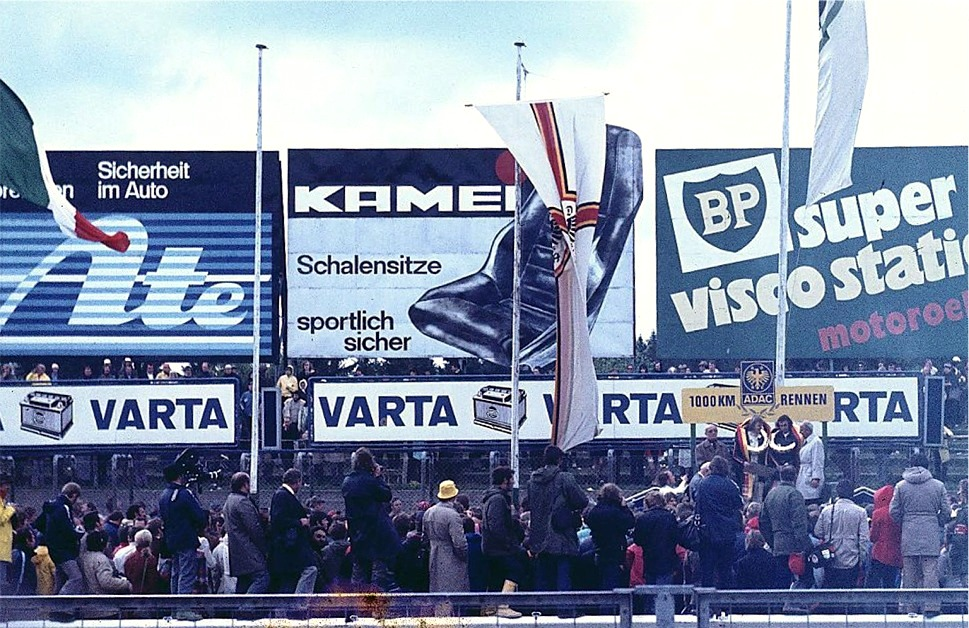
Siegerehrung für Ronnie Peterson und Tim Schenken nach einer Fahrzeit von 6:01:40,200 Stunden

Das 18. 1000-km-Rennen auf dem Nürburgring, auch Int. XVIII. ADAC-1000-km-Rennen, Nürburgring Nordschleife, fand am 28. Mai 1972 statt. Das Rennen war der achte Wertungslauf der Sportwagen-Weltmeisterschaft dieses Jahres.

## Das Rennen

### Vor dem Rennen
Die Änderungen am technischen Reglement bei den Rennen der Sportwagen-Weltmeisterschaft wirkten sich auf das Zuschauerinteresse beim 1000-km-Rennen auf der Nordschleife des Nürburgrings besonders negativ aus. Nur knapp 30.000 Personen kamen zur Veranstaltung in die Eifel. Durch die Reduzierung des Motorhubraums auf 3 Liter waren Fahrzeuge wie der Porsche 917, der Ferrari 512S und der Lola T70 bei diesen Rennen nicht mehr startberechtigt. Porsche hatte sich werkseitig aus der Weltmeisterschaft zurückgezogen und war auch am Nürburgring nicht vertreten. 1971 hatte Porsche auf den Einsatz der 917 zwar verzichtet, mit den Porsche 908/03 jedoch einen Doppelsieg gefeiert. Zwei der Protagonisten dieses Rennens, der zweitplatzierte Schweizer Joseph Siffert und sein mexikanischer Teamkollege Pedro Rodríguez fehlten 1972; sie waren im Laufe der Saison 1971 bei Automobilrennen ums Leben gekommen.
Für den Gesamtsieg kamen 1972 nur die Prototypen der Scuderia Ferrari und Alfa Romeos in Frage. Den Mirage M6 wurden bestenfalls Außenseiterchancen eingeräumt.

### Der Rennverlauf
Das gesamte Rennwochenende war von schlechtem Wetter geprägt. Trainingseinheiten und Rennen mussten auf größtenteils regennasser Strecke gefahren werden. Die schnellste Trainingszeit auf auftrocknender Strecke erzielte Ferrari-Pilot Ronnie Peterson mit einer Zeit von 7.56,100 Minuten. Als zu drastisch stellte sich die 130-Prozent-Regel für die Qualifikation zum Rennen heraus. Auf der regennassen Piste scheiterten viele Teams an dieser Hürde.
Während die Ferrari- und Alfa-Romeo-Rennleiter Peter Schetty und Carlo Chiti ihre Fahrzeuge mit Regenreifen ins Rennen schickten, stattete Gulf-Research-Teamchef John Horsman die Mirage-Wagen mit Intermediates aus.
Im Rennen kam bis auf die Vorstellung des Mirage M6 von Derek Bell und Gijs van Lennep wenig Spannung auf. Bis eine Runde vor Schluss lag der Mirage an der zweiten Stelle, ehe ein Getriebeschaden zur Aufgabe zwang. Klassiert wurde der Wagen an der vierten Stelle. Schnellster Alfa Romeo T33/TT/3 war lange der Wagen von Vic Elford und Rolf Stommelen. Elford verlor aber im letzten Rennteil durch eine defekte Radmutter ein Rad und fiel weit zurück; bester Alfa Romeo im Ziel war der Prototyp mit der Startnummer sechs, gefahren von Helmut Marko und Andrea de Adamich, an der dritten Stelle der Gesamtwertung.
Ferrari feierte einen Doppelsieg; Tim Schenken und Ronnie Peterson gewannen vor den Teamkollegen Arturo Merzario und Brian Redman.

## Ergebnisse

### Schlussklassement
| 1                  | S 3.0    | 3   | Spa Ferrari SEFAC             | Ronnie Peterson Tim Schenken                        | Ferrari 312PB        | 44 |
| 2                  | S 3.0    | 2   | Spa Ferrari SEFAC             | Arturo Merzario Brian Redman                        | Ferrari 312PB        | 44 |
| 3                  | S 3.0    | 6   | Autodelta SpA                 | Helmut Marko Andrea de Adamich                      | Alfa Romeo T33/TT/3  | 43 |
| 4                  | S 3.0    | 8   | Gulf Racing Research          | Derek Bell Gijs van Lennep                          | Mirage M6            | 42 |
| 5                  | S 2.0    | 24  | Red Rose Racing               | John Hine John Bridges                              | Chevron B21          | 41 |
| 6                  | S 2.0    | 17  | Ecurie Bonnier                | Gérard Larrousse Joakim Bonnier                     | Lola T290            | 39 |
| 7                  | T + 2.0  | 90  | Ford                          | Dieter Glemser Jochen Mass                          | Ford Capri RS2600    | 38 |
| 8                  | T + 2.0  | 91  | Ford                          | Hans-Joachim Stuck Àlex Soler-Roig                  | Ford Capri RS2600    | 38 |
| 9                  | GT + 2.0 | 55  | Kremer Porsche Racing         | John Fitzpatrick Erwin Kremer                       | Porsche 911S         | 38 |
| 10                 | GT + 2.0 | 70  | E. Strähle KG                 | Günter Steckkönig Dieter Schmid                     | Porsche 911S         | 37 |
| 11                 | S 3.0    | 4   | Autodelta SpA                 | Rolf Stommelen Vic Elford                           | Alfa Romeo T33/TT/3  | 37 |
| 12                 | GT + 2.0 | 63  | Roesrath                      | Clemens Schickentanz Willi Kauhsen                  | Porsche 911S         | 37 |
| 13                 | GT + 2.0 | 65  | Toad Hall Racing              | Jürgen Barth Michael Keyser                         | Porsche 911S         | 37 |
| 14                 | GT + 2.0 | 57  | Anton Fischhaber              | Anton Fischhaber Leopold von Bayern                 | Porsche 911S         | 36 |
| 15                 | S 2.0    | 31  | Roger Heavens Racing          | Roger Heavens Mike Garton                           | Chevron B21          | 36 |
| 16                 | T 2.0    | 103 | Alfa Romeo Deutschland        | Dieter Weizinger Dieter Gleich Hans Hessel          | Alfa Romeo GTAm      | 36 |
| 17                 | T + 2.0  | 94  | BMW Alpina                    | Peter Ochs Rolf Rummel                              | BMW 2800 CS          | 36 |
| 18                 | T + 2.0  | 96  | BMW Alpina                    | Rüdiger Faltz Hans-Jürgen Schulte-Oversohl          | BMW 2800 CS          | 36 |
| 19                 | GT 2.0   | 77  | Steinmetz Automobiltechnik    | Werner Christmann Jean Ragnotti                     | Opel GT              | 36 |
| 20                 | GT 2.0   | 82  | Team Kuberol Racing           | Bengt Ekberg Dick Biström Kurt Simonsen             | Porsche 911T         | 35 |
| 21                 | GT + 2.0 | 67  | Porsche Club Romand           | Claude Haldi Bernard Chenevière                     | Porsche 911S         | 35 |
| 22                 | GT + 2.0 | 56  | Kremer Porsche Racing         | Franz-Josef Rieder Hans-Werner Brohl                | Porsche 911S         | 35 |
| 23                 | S 2.0    | 23  | Red Rose Racing               | Niki Bosch Peter Hanson                             | Chevron B19/21       | 35 |
| 24                 | S 2.0    | 43  | Bernd Becker                  | Bernd Becker Elmar Clever Karl-Heinz Tibor          | Porsche 910          | 35 |
| 25                 | S 2.0    | 16  | Michel Dupont                 | Michel Dupont Paul Blancpain Jean-Pierre Bodin      | Chevron B19          | 35 |
| 26                 | S 2.0    | 33  | Kurt Hild                     | Joseph Greger Kurt Hild                             | Porsche 910          | 35 |
| 27                 | T + 2.0  | 95  | BMW Alpina                    | Jürgen Neuhaus Hans-Peter Joisten                   | BMW 2800 CS          | 34 |
| 28                 | GT 2.0   | 81  | Walter Simonis                | Walter Simonis Horst Hoier                          | Porsche 914/6        | 34 |
| 29                 | T 2.0    | 105 | Dieter Hegels                 | Dieter Hegels Heinz Gilges                          | BMW 2002TI           | 34 |
| 30                 | S 2.0    | 36  | Peter Richardson              | Peter Richardson Jeremy Richardson                  | Daren Mk.3           | 30 |
| 31                 | S 2.0    | 45  | Picko Troberg                 | Rolf Skoghag Freddy Kottulinsky                     | Lola T212            | 30 |
| Ausgefallen        |          |     |                               |                                                     |                      |    |
| 32                 | T 2.0    | 101 | BMW Alpina                    | Ernst Furtmayr Harald Ertl                          | BMW 2002TI           | 34 |
| 33                 | S 3.0    | 9   | Reinhold Joest                | Reinhold Joest Mario Casoni Wilhelm Bartels         | Porsche 908/03       | 33 |
| 34                 | S 2.0    | 20  | Barclays International Racing | Guy Edwards Helmut Koinigg Richard Scott            | Lola T290            | 32 |
| 35                 | S 2.0    | 30  | Canon Cameras Racing          | John Burton Chris Craft                             | Chevron B21          | 30 |
| 36                 | S 2.0    | 51  | Ecurie Bonnier                | Jorge de Bagration Dieter Basche Hughes de Fierlant | Lola T290            | 28 |
| 37                 | S 2.0    | 28  | Ecurie Bonnier                | Claude Swietlik Mário de Araújo Cabral              | Lola T290            | 27 |
| 38                 | T + 2.0  | 89  | Waltraud Odenthal             | Waltraud Odenthal Klaus Fritzinger                  | Ford Capri RS2600    | 26 |
| 39                 | S 2.0    | 35  | Martin Raymond                | Martin Raymond Ian Bracey                           | Daren Mk.3           | 20 |
| 40                 | S 3.0    | 1   | Spa Ferrari SEFAC             | Jacky Ickx Clay Regazzoni                           | Ferrari 312PB        | 16 |
| 41                 | T + 2.0  | 88  | BMW Alpina                    | Gerold Pankl Helmut Kelleners                       | BMW 2800CS           | 15 |
| 42                 | S 2.0    | 41  | Brian Robinson                | François Migault Brian Robinson                     | Chevron B21          | 13 |
| 43                 | S 2.0    | 15  | Martin Davidson               | Martin Davidson Jack Wheeler                        | Daren Mk.3           | 8  |
| 44                 | S 2.0    | 25  | William Tuckett               | William Tuckett Andrew Fletcher                     | Chevron B21          | 8  |
| 45                 | S 2.0    | 38  | Arthur Collier                | Arthur Collier John Green                           | Daren Mk.3           | 8  |
| 46                 | S 2.0    | 22  | Squadra Tartaruga             | Walter Frey Peter Ettmüller                         | Chevron B19/21       | 6  |
| 47                 | T + 2.0  | 93  | Precision Liegeoise           | Alain Peltier Jean Xhenceval                        | BMW 2800CS           | 6  |
| 48                 | S 2.0    | 21  | Dorset Racing Associates      | Tony Birchenhough Brian Joscelyne                   | Lola T212            | 5  |
| 49                 | GT + 2.0 | 72  | Nordheim Porsche              | Dieter Fröhlich Willi Nolte                         | Porsche 911S         | 4  |
| 50                 | T 2.0    | 104 | Koepchen BMW                  | Hans Heyer Helmut Kuhl                              | BMW 2002TI           | 3  |
| Nicht gestartet    |          |     |                               |                                                     |                      |    |
| 51                 | S 3.0    | 5   | Autodelta SpA                 | Helmut Marko Toine Hezemans                         | Alfa Romeo T33/TT/3  | 1  |
| 52                 | S 2.0    | 47  | Martin Ridehalgh              | Martin Ridehalgh Hervé LeGuellec                    | Dulon LD11P          | 2  |
| 53                 | GT 2.0   | 78  | Jägermeister-Racing-Team      | Eckhard Schimpf Nicolas Koob                        | Porsche 914/6        | 3  |
| 54                 | S 2.0    | 26  | John Gray                     | John Gray Peter Gaydon                              | Chevron B19          | 4  |
| Nicht qualifiziert |          |     |                               |                                                     |                      |    |
| 55                 | S 3.0    | 11  | Ennio Bonomelli               | Ennio Bonomelli                                     | Porsche 908/03       | 5  |
| 56                 | S 3.0    | 14  | André Wicky Racing Team       | André Wicky Walter Brun                             | Porsche 908/02       | 6  |
| 57                 | S 2.0    | 19  | Jörg Obermoser                | Jörg Obermoser Philipp Gantner Roland Heiler        | Lola T290            | 7  |
| 58                 | S 2.0    | 27  | Scuderia Brescia Corse        | Franco Berruto Mario Ilotte                         | Abarth 2000          | 8  |
| 59                 | S 2.0    | 29  | Ian Harrower                  | Ian Harrower Mark Sharpley                          | Chevron B8           | 9  |
| 60                 | S 2.0    | 32  | Peter Humble                  | Peter Humble Nick May                               | Chevron B19          | 10 |
| 61                 | S 2.0    | 37  | Intertech Steering Wheels     | Trevor Twaites Brendan McInerney                    | Chevron B21          | 11 |
| 61                 | S 2.0    | 42  | Fred Boothby                  | Fred Boothby Tim Goss                               | Redex Special        | 12 |
| 62                 | S 2.0    | 44  | André Wicky Racing Team       | Peter Mattli Hervé Bayard                           | Porsche 907          | 13 |
| 63                 | S 2.0    | 46  | Viktor                        | Olof Wijk Björn Rothstein                           | Astra RNR1           | 14 |
| 64                 | S 2.0    | 48  | Tony Goodwin                  | Tony Goodwin Tommy Johnson Paul Vestey              | Dulon LD10           | 15 |
| 65                 | S 2.0    | 50  | Hannen Alt Racing             | Heinz Behr Friedhelm Thiessen                       | LBS 3                | 16 |
| 66                 | GT + 2.0 | 54  | André Wicky Racing Team       | Jean-Pierre Aeschlimann Juan Diez                   | Porsche 911S         | 17 |
| 67                 | GT + 2.0 | 58  | Liqui-Moly                    | Eberhard Sindel Klaus Rang                          | Porsche 911S         | 18 |
| 68                 | GT + 2.0 | 59  | Hannen Alt Racing             | Siegfried Müller Hans-Peter Ziegler                 | Porsche 911S         | 19 |
| 69                 | GT + 2.0 | 60  | Herbert Müller                | Herbert Müller Cox Kocher                           | De Tomaso Pantera    | 20 |
| 70                 | GT + 2.0 | 61  | Gelo Racing Team              | Georg Loos                                          | Porsche 911S         | 21 |
| 71                 | GT + 2.0 | 62  | Gelo Racing Team              | Franz Pesch                                         | Porsche 911S         | 22 |
| 72                 | GT + 2.0 | 64  | Joachim Komusin               | Joachim Komusin                                     | Ferrari Dino 246GT   | 23 |
| 73                 | GT + 2.0 | 66  | Aake Andersson                | Aake Andersson                                      | Porsche 911S         | 24 |
| 74                 | GT + 2.0 | 68  | Porsche Club Romand           | Pierre Greub                                        | Porsche 911S         | 25 |
| 75                 | GT + 2.0 | 69  | Porsche Club Romand           | Gerard Darton Merlin                                | Porsche 911S         | 26 |
| 76                 | GT + 2.0 | 71  | Kuberol Racing                | Roland Larsson Kurt Simonsen                        | Porsche 911S         | 27 |
| 77                 | GT + 2.0 | 73  | Bengt Ekberg                  | Bengt Ekberg Roland Larsson                         | Porsche 911S         | 28 |
| 78                 | GT 2.0   | 79  | Kamei-Racing-Team             | Gotthard Egerland Friedrich Tonne                   | Porsche 914/6        | 29 |
| 79                 | GT 2.0   | 80  | E. Strähle KG                 | Roland Bauer                                        | Porsche 914/6        | 30 |
| 80                 | GT 2.0   | 83  | Gall-Autofunk-Racing Team     | Horst Klauke Helmut Gall                            | Porsche 911T         | 31 |
| 81                 | GT 2.0   | 84  | Ekberg                        | Bengt Ekberg                                        | Porsche 911T         | 32 |
| 82                 | T + 2.0  | 87  | Steinmetz Automobiltechnik    | Thomas Teves                                        | Opel Commodore       | 33 |
| 83                 | T + 2.0  | 97  | Steinmetz Automobiltechnik    | Peter Hoffmann                                      | Chevrolet Camaro     | 34 |
| 84                 | T + 2.0  | 100 | Daimler-Benz                  | Hans Heyer Manfred Schurti Thomas Betzler           | Mercedes-Benz 300SEL | 35 |
| 85                 | T 2.0    | 102 | Peter Otto                    | Peter Otto Jörg Klasen                              | BMW 2002             | 36 |

1 nicht gestartet
2 Motorschaden im Training
3 nicht gestartet
4 Motorschaden im Training
5 nicht qualifiziert
6 nicht qualifiziert
7 nicht qualifiziert
8 nicht qualifiziert
9 nicht qualifiziert
10 nicht qualifiziert
11 nicht qualifiziert
12 nicht qualifiziert
13 nicht qualifiziert
14 nicht qualifiziert
15 nicht qualifiziert
16 nicht qualifiziert
17 nicht qualifiziert
18 nicht qualifiziert
19 nicht qualifiziert
20 nicht qualifiziert
21 nicht qualifiziert
22 nicht qualifiziert
23 nicht qualifiziert
24 nicht qualifiziert
25 nicht qualifiziert
26 nicht qualifiziert
27 nicht qualifiziert
28 nicht qualifiziert
29 nicht qualifiziert
30 nicht qualifiziert
31 nicht qualifiziert
32 nicht qualifiziert
33 nicht qualifiziert
34 nicht qualifiziert
35 nicht qualifiziert
36 nicht qualifiziert

### Nur in der Meldeliste
Hier finden sich Teams, Fahrer und Fahrzeuge, die ursprünglich für das Rennen gemeldet waren, aber aus den unterschiedlichsten Gründen daran nicht teilnahmen.
| Pos. | Klasse  | Nr. | Team              | Fahrer                          | Chassis           |
| ---- | ------- | --- | ----------------- | ------------------------------- | ----------------- |
| 86   | S 2.0   | 18  | Jägermeister      |                                 | Lola T212         |
| 87   | S 2.0   | 34  | Brian Martin      | Brian Martin                    | Martin BM9        |
| 88   | S 2.0   | 39  | Chris Appleby     | Chris Appleby Keith Grant       | Chevron B21       |
| 89   | S 2.0   | 40  | Max Cohen-Olivar  | Richard Knight Max Cohen-Olivar | Chevron B21       |
| 90   | S 2.0   | 49  | Peter Leigh Davis | Peter Leigh Davis Robert Ryan   | Ginetta G4        |
| 91   | T + 2.0 | 92  | Ford              |                                 | Ford Capri RS2600 |

### Klassensieger
| Klasse   | Fahrer            | Fahrer        | Fahrer      | Fahrzeug          | Platzierung im Gesamtklassement |
| -------- | ----------------- | ------------- | ----------- | ----------------- | ------------------------------- |
| S 3.0    | Ronnie Peterson   | Tim Schenken  |             | Ferrari 312PB     | Gesamtsieg                      |
| S 2.0    | John Hine         | John Bridges  |             | Chevron B21       | Rang 5                          |
| GT + 2.0 | John Fitzpatrick  | Erwin Kremer  |             | Porsche 911S      | Rang 9                          |
| GT 2.0   | Werner Christmann | Jean Ragnotti |             | Opel GT           | Rang 19                         |
| T + 2.0  | Dieter Glemser    | Jochen Mass   |             | Ford Capri RS2600 | Rang 7                          |
| T 2.0    | Dieter Weizinger  | Dieter Gleich | Hans Hessel | Alfa Romeo GTAm   | Rang 16                         |

### Renndaten
- Gemeldet: 91
- Gestartet: 50
- Gewertet: 31
- Rennklassen: 6
- Zuschauer: 35.000
- Wetter am Renntag: warm und trocken
- Streckenlänge: 22,835 km
- Fahrzeit des Siegerteams: 6:01:40,200 Stunden
- Gesamtrunden des Siegerteams: 44
- Gesamtdistanz des Siegerteams: 1004,740 km
- Siegerschnitt: 166,683 km/h
- Pole Position: Ronnie Peterson – Ferrari 312PB (#3) – 7.56.100
- Schnellste Rennrunde: Rolf Stommelen – Alfa Romeo T33/TT/3 (#4) – 7.42.200 - 177,858 km/h
- Rennserie: 8. Lauf zur Sportwagen-Weltmeisterschaft 1972
- Rennserie: 11. Lauf zur Deutschen Rennsport-Meisterschaft 1972